# Yuto Nagatomo
Yuto Nagatomo (Saijō, Prefectura d'Ehime, Japó, 12 de setembre de 1986) és un futbolista professional japonès.

## Selecció japonesa
Yuto Nagatomo ha disputat 83 partits amb la selecció japonesa.
El 12 de maig de 2014 s'anuncià la seva inclusió a la llista de 23 jugadors de la selecció japonesa per disputar el Mundial de 2014 al Brasil. Els dorsals van ser anunciats el 25 de maig.